# Sankaku mado no sotogawa wa yoru
Sankaku mado no sotogawa wa yoru (jap. さんかく窓の外側は夜) – manga autorstwa Tomoko Yamashity. Seria publikowana była w miesięczniku „Magazine Be × Boy” od 2013 do 2020 roku. Na podstawie mangi w 2021 roku powstał film aktorski oraz serial anime wyprodukowany przez Zero-G i emitowany od października do grudnia 2021 roku.

## Postacie
Kōsuke Mikado (jap. 三角 康介 Mikado Kōsuke)
Seiyū: Haruki Ishiya (drama CD), Nobunaga Shimazaki (anime); Jun Shison (film) 
Rihito Hiyakawa (jap. 冷川 理人 Hiyakawa Rihito)
Seiyū: Taito Ban (drama CD), Wataru Hatano (anime); Masaki Okada (film) 
Erika Hiura (jap. 非浦 英莉可 Hiura Erika)
Seiyū: Chika Anzai (anime); Yurina Hirate (film) 
Keita Mukae (jap. 迎 系多 Mukae Keita)
Seiyū: Soma Saitō (anime) 
Hiroki Hanzawa (jap. 半澤 日路輝 Hanzawa Hiroki)
Seiyū: Satoshi Mikami (anime); Ken’ichi Takita (film) 
Kazuomi Sakaki (jap. 逆木 一臣 Sakaki Kazuomi)
Seiyū: Jun’ichi Suwabe (anime); Shin’ya Niiro (film) 

## Manga
Manga została napisana i zilustrowana przez Tomoko Yamashitę. Rozdziały były publikowane w miesięczniku „Magazine Be × Boy” od 7 marca 2013 (wydanie kwietniowe 2013) do 7 grudnia 202 roku (wydanie styczniowe 2021). Rozdziały zostały wydane w tomach tankōbon przez wydawnictwo Libre pod imprintem Kurofune Comics. 
| Nr | Data wydania (język japoński) | ISBN (język japoński)  |
| -- | ----------------------------- | ---------------------- |
| 1  | 10 lutego 2014                | ISBN 978-4-7997-1436-2 |
| 2  | 10 lutego 2015                | ISBN 978-4-7997-2487-3 |
| 3  | 10 marca 2016                 | ISBN 978-4-7997-2894-9 |
| 4  | 10 grudnia 2016               | ISBN 978-4-7997-3163-5 |
| 5  | 10 sierpnia 2017              | ISBN 978-4-7997-3436-0 |
| 6  | 10 lipca 2018                 | ISBN 978-4-7997-3924-2 |
| 7  | 10 kwietnia 2019              | ISBN 978-4-7997-4285-3 |
| 8  | 10 lutego 2020                | ISBN 978-4-7997-4285-3 |
| 9  | 10 września 2020              | ISBN 978-4-7997-4921-0 |
| 10 | 10 marca 2021                 | ISBN 978-4-7997-5166-4 |

## CD drama
CD drama została wydana 10 kwietnia 2019 roku, wraz z wydaniem 7 tomu w Japonii. W rolach głównych wystąpili Haruki Ishiya jako Kōsuke Mikado i Taito Ban jako Rihito Hiyakawa. Druga CD drama została wydana 10 lutego 2020 roku wraz z wydaniem tomu 8, z oryginalną historią.

## Film aktorski

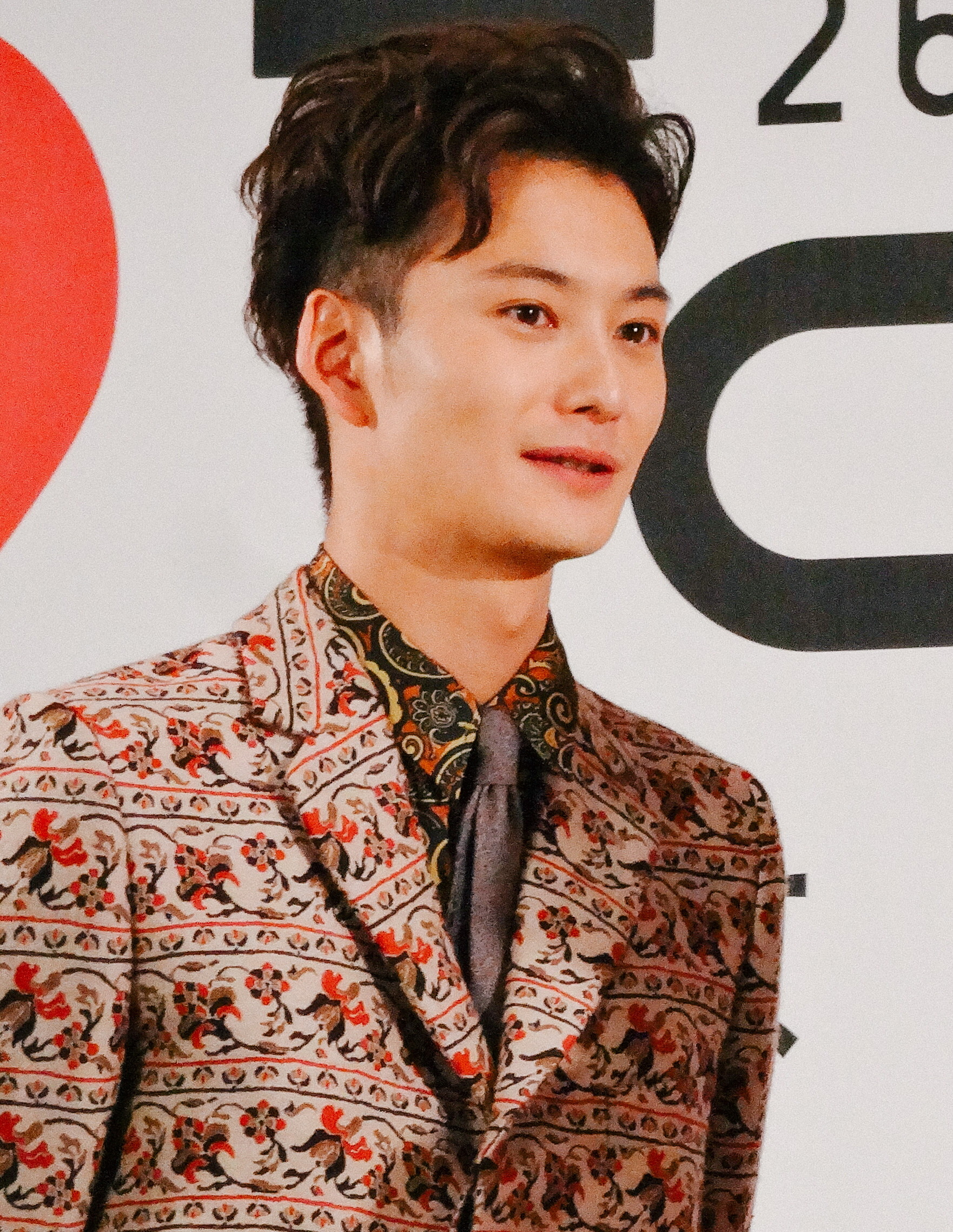
Masaki Okada, odtwórca roli Hiyakawy

Filmowa adaptacja aktorska została zapowiedziana w styczniu 2020 roku. W rolach głównych zagrali Jun Shison jako Kōsuke Mikado, Masaki Okada jako Rihito Hiyakawa i Yurina Hirate jako Erika Hiura. Film wyreżyserował Yukihiro Morigaki, a scenariusz napisała Tomoko Aizawa. Data premiery została pierwotnie zapowiedziana na 30 października 2020 roku, ale została przesunięta na 22 stycznia 2021 roku z powodu pandemii COVID-19. W marcu 2020 roku przedstawiono pozostałych członków obsady: Yuki Sakurai, Ken’ichi Takita, Emi Wakui, Makita Sports, Michitaka Tsutsui i Shin’ya Niiro. Keiko Kitagawa pojawia się również w filmie jako prawnik. Piosenka przewodnia filmu to „Darken” zespołu Zutomayo, a piosenka „Hypersomnia” również została wykorzystana w filmie.

## Anime
Adaptacja anime została zapowiedziana w styczniowym numerze magazynu „Magazine Be × Boy”, opublikowanym 7 grudnia 2020 roku. Anime zostało wyprodukowane przez studio Zero-G i reżyserowane przez Yoshitaka Yasuda, który również odpowiadał za projekt postaci. Daiji Iwanaga był głównym reżyserem serialu, Ayumi Sekine odpowiadała za scenariusz, a Evan Call skomponował muzykę do serialu. Serial był emitowany od 3 października do grudnia 19 2021 roku na Tokyo MX, Sun TV i BS Fuji. Frederic wykonał opening pt. „Saika”, podczas gdy Wataru Hatano wykonał ending pt. „Breakers”.